# Zmróżka złotawa
Zmróżka złotawa (Cryptocephalus sericeus) – gatunek chrząszcza z rodziny stonkowatych.
Gatunek po raz pierwszy zgodnie z zasadami nazewnictwa binominalnego został opisany w 1758 roku przez Karola Linneusza w 10. edycji Systema Naturae.
Długość owada to około 6–7 mm.
Gatunek żyje w Europie, na terenach krainy palearktycznej i Bliskiego Wschodu.

## Podgatunki
- Cryptocephalus sericeus zambanellus (Marseul, 1875)
- Cryptocephalus sericeus intrusus (Weisw, 1882)
- Cryptocephalus sericeus sericeus (Linnaeus, 1758)

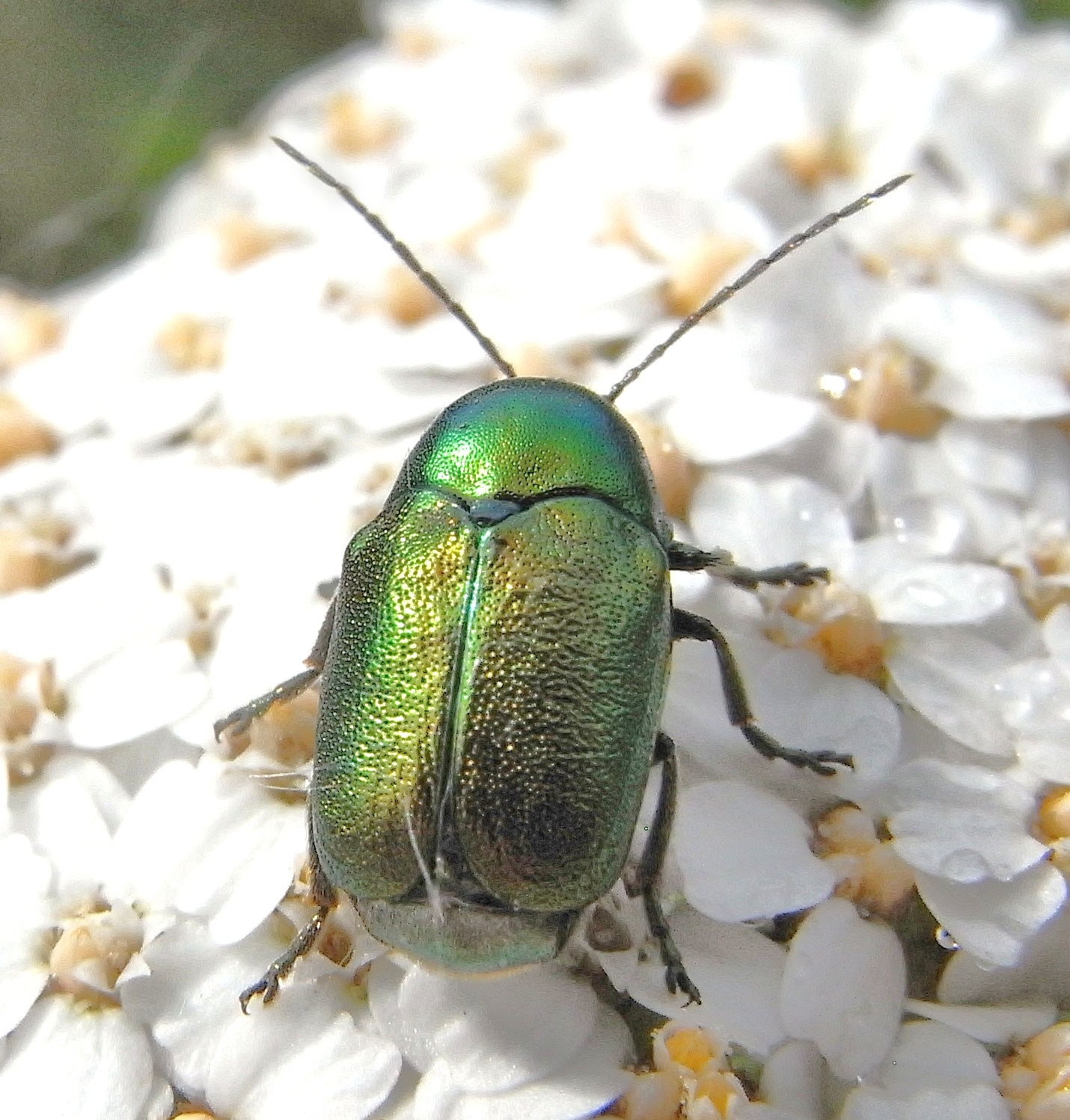
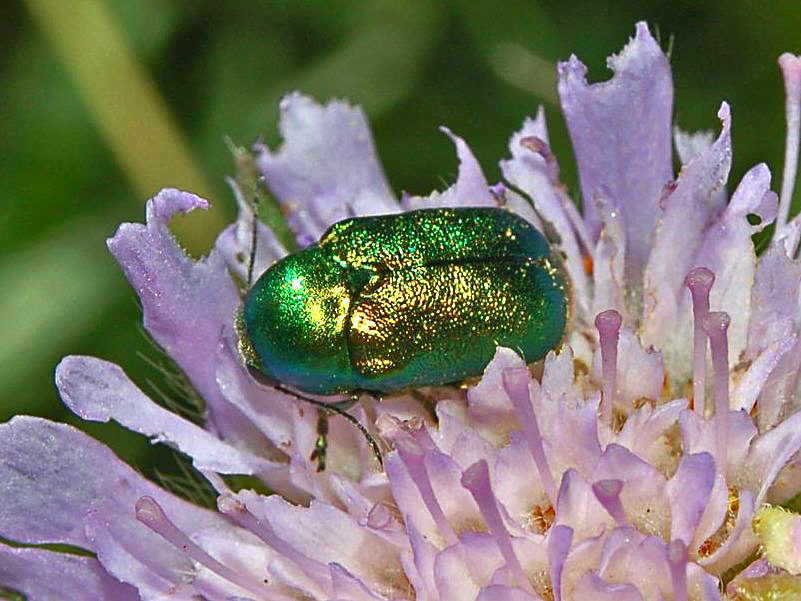
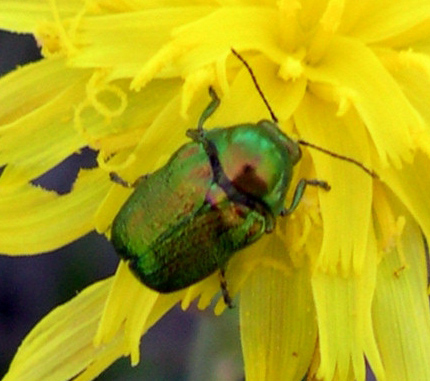
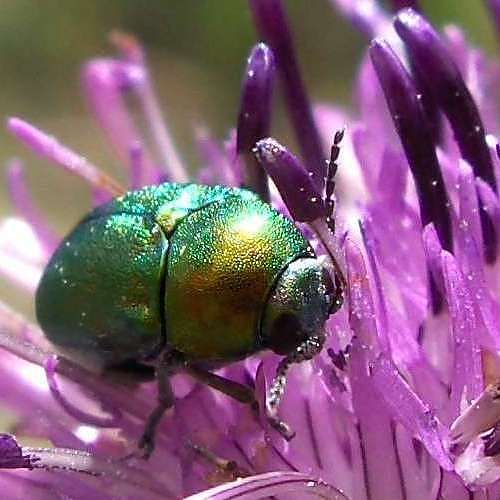